# Prodysderina rollardae
Espèce
Prodysderina rollardae est une espèce d'araignées aranéomorphes de la famille des Oonopidae.

## Distribution
Cette espèce est endémique du Venezuela. Elle se rencontre dans les États d'Aragua et de Monagas.

## Description
Le mâle holotype mesure 1,82 mm et la femelle 2,01 mm.

## Étymologie
Cette espèce est nommée en l'honneur de Christine Rollard.

## Publication originale
- Platnick, Dupérré, Berniker & Bonaldo, 2013 : The goblin spider genera Prodysderina, Aschnaoonops, and Bidysderina (Araneae, Oonopidae). Bulletin of the American Museum of Natural History, no 373, p. 1-102 (texte intégral).